# Alan Wilder
Alan Charles Wilder (Hammersmith, 1 juni 1959) is een Engelse muzikant, componist, arrangeur, producer en voormalig lid van Depeche Mode van 1982 tot 1995. Na zijn vertrek uit die band speelde Wilder in Recoil en trad Wilder op als producent en remixer voor Nitzer Ebb en Curve. Alan Wilder werd in 2020 opgenomen in de Rock and Roll Hall of Fame als lid van Depeche Mode. 

## Levensloop
Alan Wilder werd geboren als jongste jongen in een middenklasse gezin van 3 jongens en groeide op in Acton, West-Londen. Hij begon met piano op achtjarige leeftijd, op aanmoediging van zijn ouders. Later speelde hij fluit op de St Clement Danes gymnasium en werd hij een leidende muzikant in enkele schoolbands. Na school werkte Alan als studio-assistent bij DJM Studios. Dit leidde ertoe dat hij uiteindelijk werkte voor bands als The Dragons en Dafne & the Tenderspots (onder de naam Alan Normal).

## Depeche Mode
Na het vertrek van Vince Clarke plaatste Depeche Mode een advertentie in het muziektijdschrift Melody Maker: "Toetsenspeler nodig voor gevestigde band - geen tijdverspilling." Hoewel de advertentie op zoek was naar iemand onder de 21 (Wilder was 22), loog hij over zijn leeftijd om de baan te krijgen, en kwam ermee weg. Hij kwam in januari 1982 bij Depeche Mode, aanvankelijk als toertoetsenist en kort daarna als volwaardig lid. Zijn eerste studiobijdrage was op de single "Get the Balance Right!" in december 1982.
Wilder schreef een handvol nummers voor Depeche Mode, waaronder "Two Minute Warning" en "The Landscape Is Changing" (en een B-kant, "Fools") van het album Construction Time Again, en "If You Want" (en een B-kant, "In Your Memory") van het album Some Great Reward. Hij schreef ten slotte ook mee aan "Black Day" (en een B-kant, "Christmas Island") van het album Black Celebration. De meest opmerkelijke bijdragen van Wilder aan Depeche Mode waren echter als muzikant, arrangeur en producer.
Naast het spelen van synthesizer gedurende zijn tijd bij Depeche Mode, speelde Wilder ook piano op de ballad "Somebody" van de band. In de documentaire film 101 demonstreert Wilder hoe verschillende synthesizerpartijen van een nummer worden gesplitst en gerangschikt over een gesampled toetsenbord om ze live te spelen tijdens het concert, slechts een voorbeeld van Wilders voortdurende bijdragen aan Depeche Mode gedurende zijn tijd als lid van de groep. Voor de opname van het album Songs of Faith and Devotion en de bijbehorende Devotional Tour speelde Wilder ook live drums.
Voor "Enjoy the Silence" van het album Violator nam Wilder de melancholische ballad-achtige demo van Martin Gore en stelde hij het nummer opnieuw voor als een doorsijpelende, melodieuze danstrack. De resulterende single werd een van de commercieel meest succesvolle nummers in de geschiedenis van Depeche Mode.

## Vertrek
Op 26 juni 1995 kondigde Wilder zijn vertrek aan bij Depeche Mode. Na zijn afscheid van Depeche Mode werd Wilder benaderd door Robert Smith met een aanbod om lid te worden van The Cure. Wilder weigerde respectvol. Hij werkte vervolgens een aantal jaren aan het project Recoil.